# 阿爾德尼亞山脈
41°45′23″N 2°55′43″E / 41.75639°N 2.92861°E

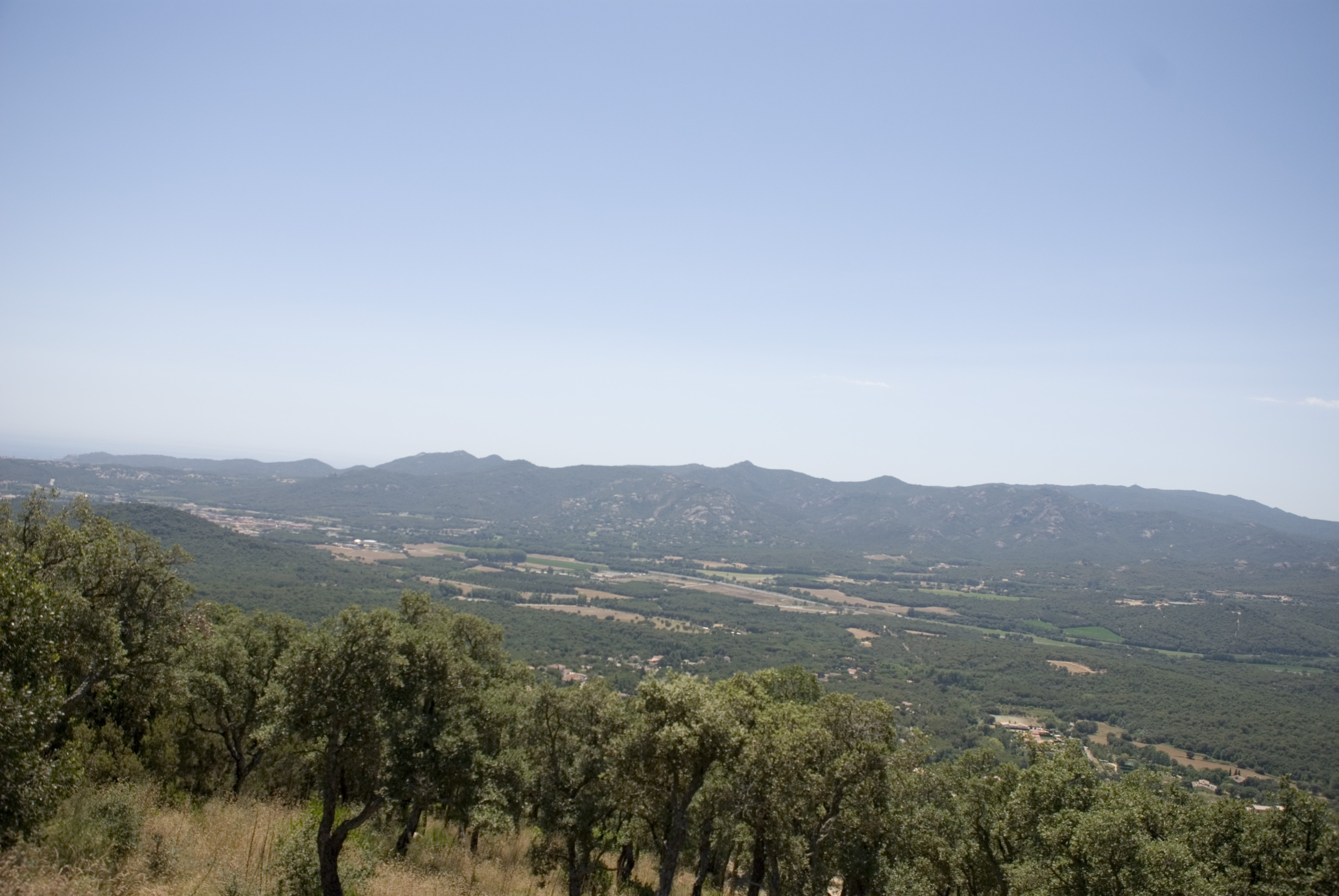

阿爾德尼亞山脈，是西班牙的山脈，位於該國東北部加泰羅尼亞，屬於加泰羅尼亞海岸山脈的一部分，全長10.4公里，最高點海拔高度518.7米，山體由花崗岩組成。